# Bataille de Pisky
Invasion de l'Ukraine par la Russie de 2022
Guerre du Donbass
Batailles
Offensive de Kiev (Jytomyr, Kiev) : 
- 1re Hostomel
- Tchernobyl
- Ivankiv
- Kiev
- 2e Hostomel
- Vassylkiv
- Boutcha
- Irpin
  - Bombardement de réfugiés
- Jytomyr
- Mochtchoun
- Makariv
- Brovary

Offensive du Nord (Tchernihiv, Soumy) :
- Hloukhiv
- Slavoutytch
- Bombardements
- Soumy
- Trostianets
- Tchernihiv
- Okhtyrka
- Lebedyn
- Konotop
- Romny
- Desna
- Escarmouches frontalières

Russie  (Briansk, Belgorod) :
- Incursions en Russie occidentale
  - Oblast de Briansk
  - Oblasts de Belgorod et de Koursk
    - Incursions de 2024

  - Bombardement de Belgorod
- Oblast de Koursk (août 2024)

Campagne de l'Est (Donetsk, Louhansk, Kharkiv)
Kharkiv :
- 1re Kharkiv
  - Tchouhouïv
  - Bombardements : en février
  - en mars
  - en avril
  - du bâtiment administratif
- Izioum
- 2e Kharkiv
  - Balaklia
  - 1re Koupiansk
  - Chevtchenkove
- 3e Kharkiv

Nord du Donbass:
- Starobilsk
- Sloviansk
  - Dovhenke
  - 1re Lyman
  - Sviatohirsk
  - Bohorodychne et Krasnopillia
  - Bombardements : Bilohorivka
  - Kramatorsk
- Sievierodonetsk
  - Kreminna
  - Donets
  - Roubijné
  - Popasna
  - Tochkivka
  - Massacre
- Lyssytchansk
- 2e Kharkiv
  - Balaklia
  - 1re Koupiansk
  - Chevtchenkove
  - 2e Lyman
- Oblast de Louhansk
  - Ligne Svatove-Kreminna
  - Serebryansky
  - 2e Koupiansk

 Centre du Donbass:
- Horlivka
- Popasna
- Svitlodarsk
- Bakhmout
  - Soledar
- Siversk
- Tchassiv Iar
- Toretsk

Sud du Donbass :
- Volnovakha
- Marioupol
  - Bombardements : de l'hôpital
  - du théâtre
  - de l'école d'art
- Pisky
- Vouhledar
  - Pavlivka
- Marïnka
- Contre-offensive de 2023
- Avdiïvka
- Novomykhaïlivka
- Pokrovsk
  - Krasnohorivka
  - Toretsk
- Bombardements :
- Makiïvka
- Donetsk

Campagne du Sud (Mykolaïv, Kherson, Zaporijjia)
- 1re Kherson
- Odessa
- Melitopol
- Mykolaïv
  - Bombardements : à fragmentation
  - du bâtiment administratif
- 1re Berdiansk
- Zaporijjia
- Tchornobaïvka
- Enerhodar
- Voznessensk
- Houliaïpole
- Davydiv Brid
- 2e Berdiansk
- Nova Kakhovka
- 2e Kherson
  - Doudtchany
- Dniepr
- Tchoulakivka
- Contre-offensive de 2023
  - Robotyne

Frappes aériennes dans l'Ouest et le Centre de l'Ukraine
- Lviv (02/2022)
- Vinnytsia (03/2022)
- Yavoriv (03/2022)
- Deliatyne (03/2022)
- Dnipro

Guerre navale
- Île des Serpents (02/2022)
- Moskva (04/2022)

Attaques en Crimée
- Novofedorivka (08/2022)
- Djankoï (08/2022)
- Pont de Crimée (10/2022)
- Base navale de Sébastopol (10/2022)
- Pont de Crimée (07/2023)
- Base navale de Sébastopol (09/2023)

Débordement
- Aéroport de Millerovo
- Sabotages en Russie
- Attaques en Transnistrie
- Sabotage des gazoducs Nord Stream
- Terrain d'entraînement militaire de Soloti
- Explosions en Pologne
- Bases aériennes de Dyagilevo et Engels-2
- Base aérienne de Minsk-Matchoulichtchi
- Crise russo-moldave de 2023
  - Accusations de tentative de coup d'État en Moldavie
- Incident de drone de 2023 en mer Noire
- Rébellion du groupe Wagner

Massacres
- Tchernihiv
- Boutcha
- Borodianka
- Olenivka
- Izioum

La bataille de Pisky est une série d'engagements militaires près de la petite ville de Pisky, située dans l'oblast de Donetsk en Ukraine, entre les forces armées ukrainiennes et les forces armées de la fédération de Russie, du 28 juillet 2022 au 24 août 2022. Elle s'inscrit dans la campagne de l'Est de l'Ukraine, et plus largement dans l'invasion de l'Ukraine par la Russie.
Elle s'achève sur une victoire russe avec la prise de Pisky. 

## Contexte
Lors de l'offensive de l'est de l'Ukraine, qui fait partie de l'invasion russe de l'Ukraine en 2022, les forces russes et séparatistes ont pour objectif de s'emparer de la région du Donbass, composée des Oblasts de Donetsk et de Louhansk.
Des parties de ces oblasts, notamment leurs capitales, Donetsk et Louhansk, sont prises lors de soulèvements prorusses en 2014 et conservées à l'issue de la guerre du Donbass. Avant que la Russie ne lance officiellement son invasion de l'Ukraine, Avdiïvka, située à seulement 3 km au nord de Pisky, est le premier endroit où le conflit s'intensifie. Le 13 mars, les forces russes bombardent la cokerie d'Avdiïvka. 
Le 17 mars, les forces russes et séparatistes lancent une offensive sur Marïnka, située à quelques kilomètres au sud de Pisky. Marïnka est une place forte, importante dans la défense des forces ukrainiennes sur la ligne de démarcation entre l'Ukraine et la république populaire de Donetsk. Elle est fortifiée durant huit ans par les Ukrainiens. Dans la nuit du 18 avril 2022, les forces russes lancent une campagne de bombardements intensifs contre des positions ukrainiennes dans les oblasts de Louhansk, Donetsk et Kharkiv, commençant ainsi la bataille du Donbass. Le 13 juin, les forces ukrainiennes réagissent par une frappe d'artillerie qui aurait touché un marché à Donetsk, la capitale de la république populaire autoproclamée de Donetsk, tuant cinq personnes. La RPD accuse l'Ukraine d'avoir mené des bombardements depuis les régions de Pisky et de Krasnohorivka,. Dans la nuit du 28 au 29 juillet, une prison est détruite à Molodijné (uk) près du village d'Olenivka, une localité au sud-ouest de Donetsk, contrôlée par la RPD. Les chiffres des victimes russes et de la RPD indiquent que 53 prisonniers ukrainiens ont été tués et 75 autres blessés (la déclaration russe suggérait initialement 40 morts et 75 blessés, en plus de 8 gardes). La partie ukrainienne suggère qu'environ 40 personnes avaient été tuées et 130 blessées.
La ville de Pisky est coupée en deux du nord au sud par un étang, c'est une ville voisine de Donetsk et située juste à côté de son aéroport. Le terrain est relativement plat et la ville est située sur un axe routier important qui permet de relier le Donbass au reste du pays. Le but de la prise de cette ville est d'entamer un encerclement au moins opérationnel du bastion d'Avdiïvka.

## Bataille
L’offensive russe se divise en trois grandes parties :

### Saturer la garnison
À partir du 28 juillet, les forces russes lancent une offensive dans la région autour de Donetsk dont le but est d'encercler la ville d'Avdiïvka pour mettre la ville de Donetsk hors de portée de l'artillerie ukrainienne. Les Russes commencent alors une campagne de bombardements sans interruption sur les positions ukrainiennes dans la ville, rendant tous les mouvements de troupes ou de ravitaillement quasi impossibles[réf. nécessaire].

### Percer les défenses
Après plusieurs jours de bombardements intenses, les Russes entament des assauts  sur deux axes, le premier en direction de l'aéroport et le deuxième depuis le sud de la ville. Le 31 juillet, le ministre de la RPD, Daniil Bezson, annonce que les forces russes ont percé la première ligne de défense et ont atteint la périphérie de la ville. À la suite des bombardements, les Ukrainiens n'arrivent pas à tenir la ligne et les Russes pénètrent dans le sud de la ville aux alentours du 3 et 4 août, allant jusqu'à la limite du village de Pervomais'ke.

### Conquête de la ville
Le 7 août, le ministre russe de la défense, Sergueï Choïgou, annonce que ses troupes se battent dans la ville et progressent vers le centre-ville. Le 8 août, des images géolocalisées montrent que les Russes ont atteint le centre-ville,. Des TOS-1 sont utilisés par les Russes pour progresser à l'intérieur de la ville. Le 13 août, les Russes revendiquent la victoire à Pisky. Les Ukrainiens affirment tenir encore une partie de la ville.
Les forces russes et séparatistes utilisent une tactique consistant à frapper les défenses ukrainiennes avec des bombardements d'artillerie lourde, suivis d'assauts d'infanterie, rendant « coûteuse » la défense de la ville fortifiée car les forces en défense manquent de capacités de tir de contrebatterie. Un soldat de la 56e brigade d'infanterie motorisée ukrainienne écrit : « Le bataillon retient simplement l'assaut avec son corps », ajoutant que « sans combat de contre-batterie, il se transforme en un hachoir à viande insensé, où une quantité insensée de notre infanterie est broyée en un jour ». Le commandant ukrainien Volodymyr Rehesha, qui prend part à la bataille, affirme plus tard le 28 août que l'Ukraine a subi un total de 500 morts au combat dans les batailles pour Pisky.
Des images géolocalisées mises en ligne le 24 août montrent des troupes de la RPD hissant une bannière de la Victoire soviétique près du centre de Pisky, apparemment indifférentes aux tirs d'artillerie ukrainiens. L'institut pour l'étude de la guerre (ISW) interprète cela comme indiquant que les troupes de la RPD ont pris le contrôle total de Pisky à cette date.

### Impact
Sur le plan stratégique, cette victoire n'a pas énormément d'impact, mais d'un point de vue symbolique elle est très importante pour la Russie[réf. nécessaire]. C’est la première avancée notable sur cette ligne de front ukrainienne dont les fortifications sont parmi les plus solides du Donbass[réf. nécessaire]. C’est la première étape du mouvement de contournement sud du bastion d’Avdiïvka où se situe la plus importante garnison ukrainienne à proximité de Donetsk[réf. nécessaire]. C’est une première victoire psychologique pour les populations séparatistes de Donetsk et Horlivka, de plus en plus touchées par les bombardements ukrainiens[réf. nécessaire].
À la suite de la conquête de Pisky, les Russes tournent leur attention vers la ville voisine de Pervomaïske et les Ukrainiens articulent leurs défenses autour de l'échangeur autoroutier qui sépare les deux villes[réf. nécessaire].